# Pterostichus honnoratii
Pterostichus honnoratii es una especie de escarabajo terrestre del género Pterostichus, categorizada en la tribu Pterostichini, de la subfamilia Harpalinae. Fue descrita por Dejean en 1828.

## Distribución
Se distribuye por Francia, Suiza e Italia.